# スクールデイズ (2005年の映画)
『スクールデイズ』 (school daze) は、2005年12月10日公開の日本映画。
森山未來主演で、元天才子役の高校生が味わうドラマと現実とのバランスを崩れていく不可思議でブラックな現実を描く。主人公が味わう悲喜劇を、ときにシニカルに、ときにシュールに描く学園コメディ。
往年の学園ドラマのパロディなど、1970年代、1980年代の懐かしいネタが鏤められている。

## あらすじ
生まれて間もなく芸能界入りし、一時は天才子役として一世を風靡したものの、「普通の子供に戻りたい」と言って引退した相沢晴生（森山未來）は、冴えない高校生活を送っていた。ある日、晴生は再起を賭けて人気学園ドラマ「はみだし!スクール☆デイズ」のオーディションを受けて合格するが、ドラマと現実の悲惨な生活がやがて晴生の精神的バランスを崩していく。

## スタッフ
- 監督：守屋健太郎
- 脚本：守屋健太郎・柿本流
- 撮影：鯵坂輝国
- 美術：福澤裕二
- CG：秋元きつね
- 編集：茶圓一郎
- 主題歌：ザ・ハイロウズ「一人で大人 一人で子供」
- 音楽：オオヤユウスケ
- エグゼクティブ・プロデューサー：土井宏文・石崎邦彦・池田雄二・浦谷年良
- プロデューサー：浜田一英・藤村恵子・杉田浩光
- 製作：スクールデイズ・パートナーズ（JDC・ポニーキャニオン・テレビマンユニオン・放送出版エージェンシー
- 配給：ファントム・フィルム
- 上映時間：102分

## キャスト
- 森山未來
- 田辺誠一
- 山本太郎
- 鶴見辰吾
- いとうまい子
- 田口トモロヲ
- 松尾スズキ
- 小林且弥
- 金井勇太
- 忍成修吾
- 水川あさみ
- 市川由衣
- 上地雄輔
- 夢野まりあ

ほか

## パロディ（元ネタ）
- 3年B組金八先生
- われら青春
- 飛び出せ!青春
- 高校聖夫婦
- 制作2部青春ドラマ班